# Морисон, Самуэль Элиот
Са́муэль Э́лиот Мо́рисон, иногда Сэ́мюэл Э́лиот Мо́рисон, (англ. Samuel Eliot Morison; 9 июля 1887 года, Бостон, США — 15 мая 1976 года, там же) — американский биограф и историк, специализировавшийся на военно-морской тематике. С 1915 по 1955 год был профессором Гарвардского университета. После участия во Второй мировой войне написал 15-томное произведение «Американский ВМФ во Второй мировой войне». Получил две Пулитцеровские премия — за биографии Христофора Колумба и американского адмирала Дж. П. Джонса.

## Биография
Морисон родился 9 июля 1887 года в Бостоне, штат Массачусетс, в обеспеченном роду Элиот. Он учился в Школе Нобла и Гринафа и Школе Святого Павла. Получил степень бакалавра искусств в Гарвардском университете в 1908 году, в течение года обучался в Свободной школе политических наук, Париж, и вернулся в Гарвардский университет, где в 1912 году получил степень доктора философии по истории США под руководством Э. Чаннинга, Э. Б. Харта и Ф. Дж. Тёрнера, написав диссертацию о своём прадеде, американском политике Х. Г. Отисе.
После этого Морисон стал преподавателем — сначала в Калифорнийском университете в Беркли, а с 1915 года — в Гарвардском университете. В Первой мировой войны являлся рядовым американской армии, но не участвовал в военных действиях. В 1919 году принимал участие в Парижской мирной конференции как один из представителей США, специализируясь в Финляндии и странах Балтии. В 1922—1925 году Морисон был Хармсвортским профессором по истории США в Оксфордском университете, в 1925 году стал полным профессором Гарвардского университета, в 1941—1942 годах преподавал историю США в Университете Джонса Хопкинса.
В 1939—1940 годах организовал экспедицию, пересёкшую Атлантический океан на парусных судах по маршруту Христофора Колумба, по впечатлениям от которой написал биографию Колумба Admiral of the Ocean Sea, получившую в 1943 году Пулитцеровскую премию за биографию или автобиографию. Её сокращённая версия, Christopher Columbus, Mariner, вышла в 1958 году на русском языке под названием «Христофор Колумб, мореплаватель». Позднее Морисон обследовал берега Карибского моря с воздуха и в 1964 году опубликовал иллюстрированную книгу The Caribbean as Columbus Saw It.
После начала Второй мировой войны предложил своему другу, президенту США Франклину Рузвельту написать историю Военно-морских сил США изнутри и 5 мая 1942 года был назначен капитан-лейтенантом, но в запасе, поскольку был слишком стар. Морисон находился с американским флотом на Тихоокеанском театре военных действий с марта 1943 года по июль 1945 года, за исключением перерыва с ноября 1944 по январь 1945 года, когда он наблюдал военные действия в Европе. За время войны он побывал на 12 различных военных кораблях — от патрульных лодок до тяжёлых крейсеров, — свободно меняя их по своему желанию. Морисон лично видел ключевые сражения и имел доступ к секретным документам и посещал собрания, на которых принимались решения по военным операциям. К концу войны имел звание капитана и получил американский орден «Легион почёта».
Вернувшись в Гарвардский университет, Морисон начал написание 15-томной History of U. S. Naval Operations in World War II, завершённую в 1962 году и получившую премию Бальцана в 1963 году. В 1951 году Морисон ушёл из флота в отставку, получи при этом ранг контр-адмирала, в 1955 году он ушёл с поста профессора Гарвардского университета и посвятил себя литературной деятельности. За выпущенную в 1959 году биографию американского адмирала Дж. П. Джонса он получил свою вторую Пулитцеровскую премию в 1960 году. Морисон умер в 1976 году в Бостоне — от инсульта в возрасте 88 лет.

## Литературная деятельность
Морисон считал, что искусство описания истории осталось только у американских авторов. Для придания аутентичности своим историческим произведениям он предпринимал морские путешествия — например, пересёк Атлантический океан по маршруту Христофора Колумба.

### Избранная библиография
Некоторые произведения Морисона:
- 1921 год — Maritime History of Massachusetts;
- 1942 год — Admiral of the Ocean Sea — биография Христофора Колумба — Пулитцеровская премия (1943);
- 1959 год — John Paul Jones — биография американского адмирала Дж. П. Джонса — Пулитцеровская премия (1960);
- 1965 год — The Oxford History of the American People;
- с 1947 по 1962 год — History of U. S. Naval Operations in World War II, в 15 томах — Премия Бальцана (1963);
- 1967 год — The Life of Commodore Matthew C. Perry — биография американского коммодора М. К. Перри;
- 1971 год — The European discovery of America: the northern voyages, A.D. 500-1600. — New York: Oxford University Press, 1971. — 746 p.
- 1974 год — The European discovery of America: the southern voyages, A.D. 1492-1616. — New York: Oxford University Press, 1974. — 786 p.